# Hôtel de ville de Strzelin

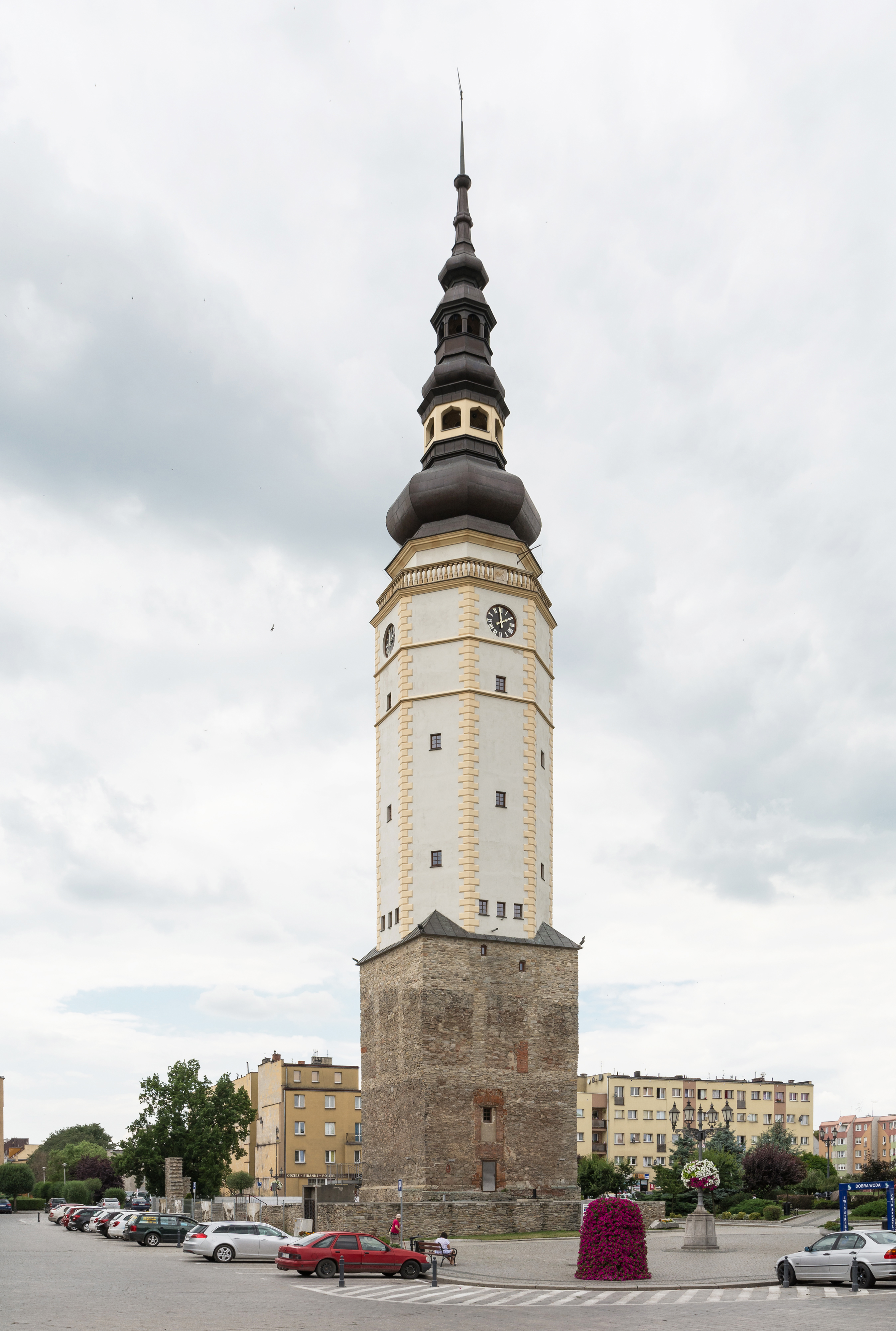
Tour de la mairie (2016)

L'hôtel de ville de la cité silésienne de Strzelin (en allemand : Strehlen ) est un ancien bâtiment situé sur la place du marché de Strehlen. Le bâtiment a été détruit au printemps 1945. La tour de la mairie a été reconstruite en 2011. Le bâtiment de la mairie est reconstruit depuis l'été 2020.

## Histoire
Une mairie existe à Strehlen depuis le XIVe siècle. Un premier bâtiment a été construit à la place d'une maison de marchand. Un hôtel de ville en pierre de style Renaissance a été construit entre 1520 et 1526. Ce bâtiment a brûlé en 1548 et a été reconstruit en 1564. En 1619, la tour de l'hôtel de ville brûla et fut reconstruite. En 1648, la tour s'effondre et endommage le bâtiment de l'hôtel de ville. En 1706, un incendie détruit à nouveau la mairie. En 1817, le bâtiment a été partiellement détruit par un coup de foudre. Cela a été suivi d'une reconstruction sous une forme simplifiée.
Au printemps 1945, l'hôtel de ville a été réduit en cendres. Les ruines ont été déblayées dans les années 1950. Seuls subsistent les murs de fondation de la tour de l'hôtel de ville. En 1987, les vestiges de la tour de l'hôtel de ville ont été placés sous la protection des monuments .

## Reconstruction
Des réflexions et des projets de reconstruction de la mairie existent depuis le début des années 2000. Des fouilles archéologiques ont eu lieu entre 2004 et 2006. Les murs de cave conservés ont été sécurisés. Entre 2010 et 2011, la première étape a été la reconstruction de la tour de l'hôtel de ville avec une coupole baroque. Elle sert aujourd'hui de tour de guet. La reconstruction de la mairie a débuté en août 2020. L'édifice sera reconstruit dans le style Renaissance. La construction coûte environ 19 millions de zlotys et son achèvement est prévu pour novembre 2022 .

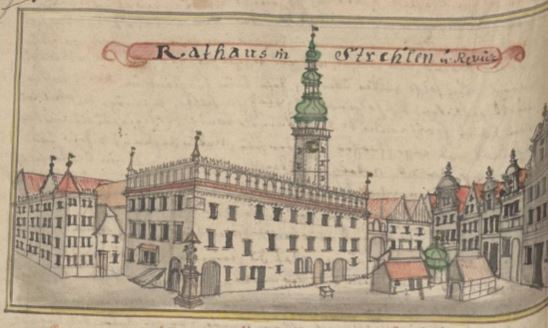
L'hôtel de ville, dessin du milieu du XVIIIe siècle.
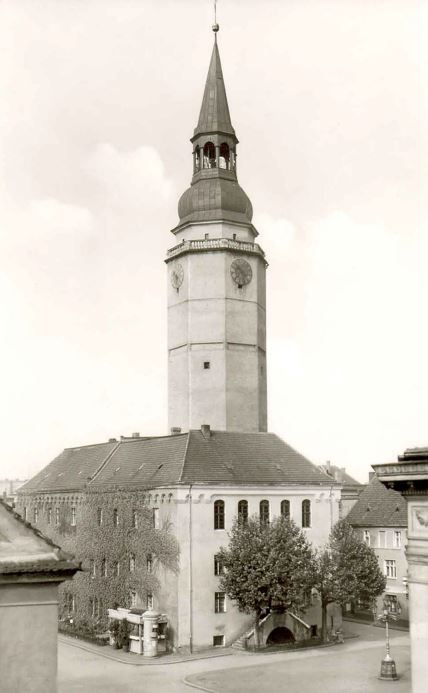
L'hôtel de ville vers 1935 (photographie).
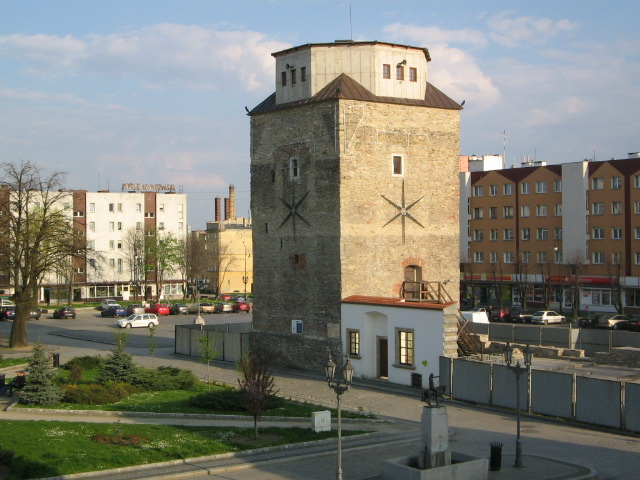
Murs de fondation de la tour de la mairie, en 2008.
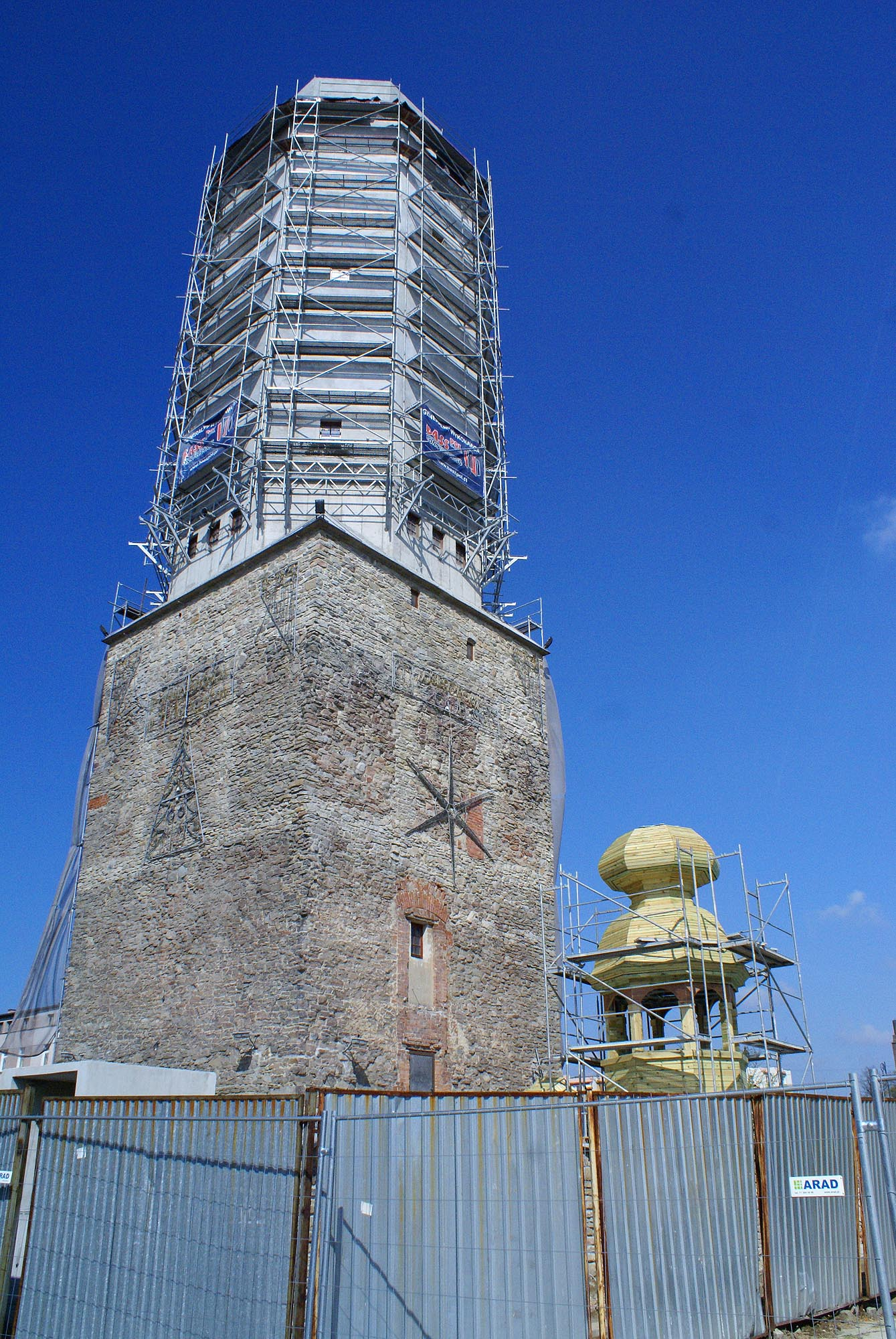
Travaux de reconstruction de la tour de la mairie.
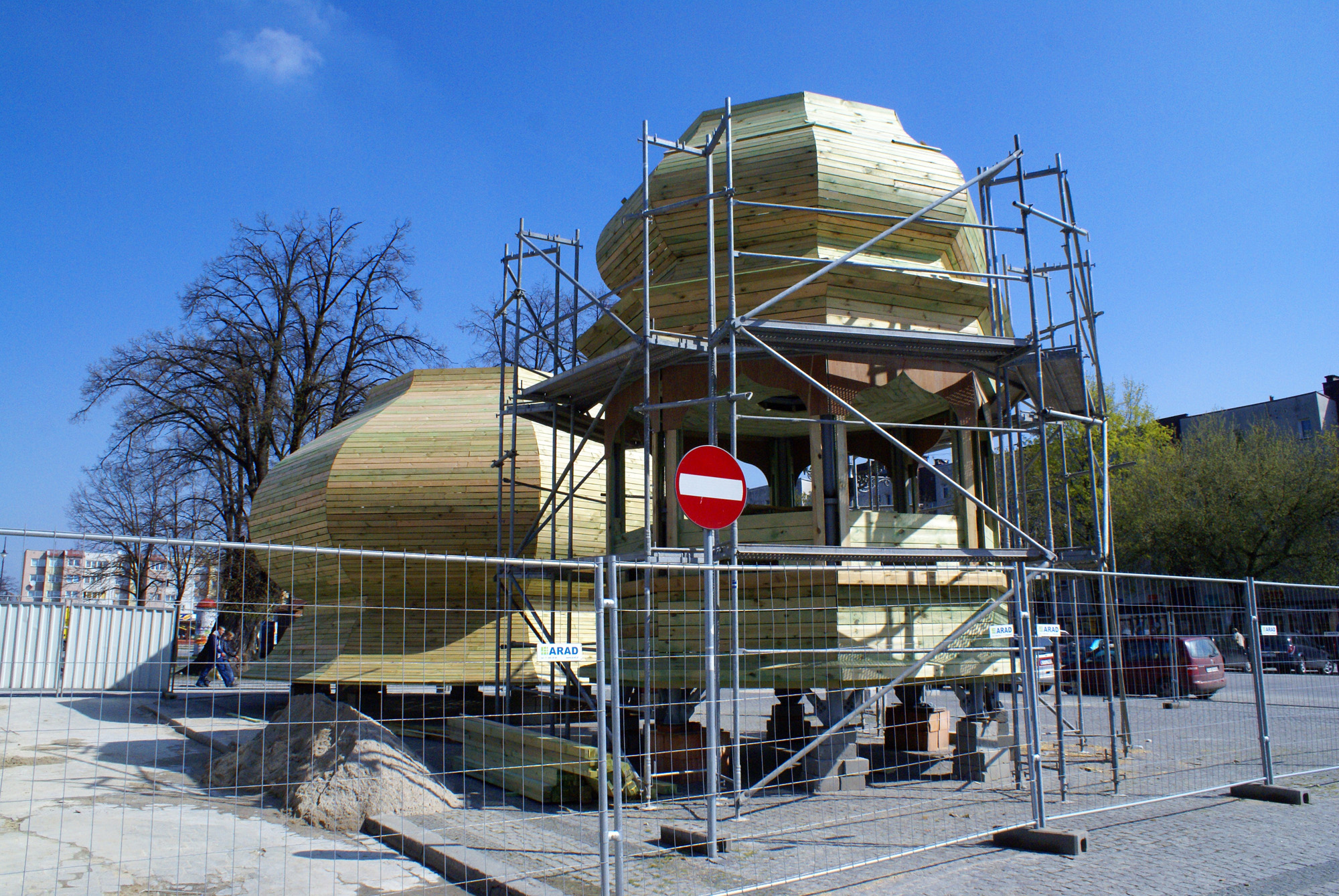
Coupole de la tour avant installation, en 2011.